# Musical Youth
Musical Youth – brytyjski zespół muzyczny tworzący w gatunku reggae, najbardziej znany z przeboju „Pass the Dutchie” z 1982 roku. Po wydaniu dwóch płyt grupa rozwiązała się w połowie lat 80., a od 2001 roku działa jako duet.

## Historia
Grupa została założona w 1979 roku w Birmingham i pierwotnie składała się z dwóch par nastoletnich braci. Zespół koncertował lokalnie, a w 1981 roku wydał singel z piosenkami „Generals” i „Political”, który przeszedł bez echa. W 1982 do Musical Youth dołączył Dennis Seaton jako główny wokalista, a zespół podpisał kontrakt z MCA Records. Jesienią tego samego roku ukazał się singel „Pass the Dutchie”, oparty na utworze „Pass the Kouchie” jamajskiego tria Mighty Diamonds. Piosenka szybko spotkała się z dużym sukcesem, docierając do pierwszych miejsc list przebojów m.in. w Wielkiej Brytanii, Irlandii, Holandii, Australii i Kanady, oraz do pierwszej dziesiątki w Stanach Zjednoczonych. Teledysk do singla był pierwszym w historii klipem czarnoskórego artysty wyemitowanym na antenie MTV. Debiutancki album zespołu, The Youth of Today, ukazał się krótko po sukcesie piosenki i osiągnął względny sukces komercyjny, plasując się w top 40 na europejskich i amerykańskich listach sprzedaży. Ostatecznie został on certyfikowany jako złoty w Wielkiej Brytanii i Kanadzie. Kolejne single, „Youth of Today” i „Never Gonna Give You Up”, nie powtórzyły masowego sukcesu „Pass the Dutchie”, jednak wciąż cieszyły się umiarkowaną popularnością na listach.
W 1983 roku Musical Youth nagrali materiał na drugą płytę, Different Style!, która ukazała się jesienią. Krążek prezentował lekki zwrot ku muzyce R&B w celu odniesienia większego sukcesu w Ameryce Północnej. Mimo tego, album osiągnął małą sprzedaż w USA i Kanadzie, i nawet nie wszedł na listy w żadnych innych krajach. Single promujące płytę, „Tell Me Why?”, „007” i „Sixteen”, spotkały się tylko ze średnim sukcesem w kilku zestawieniach. W międzyczasie zespół pojawił się gościnnie na singlu „Unconditional Love” Donny Summer, który był popularny na rynku brytyjskim. W 1984 roku Musical Youth otrzymali nominację do Nagrody Grammy w kategorii „Najlepszy nowy artysta”. W tym samym roku zespół wydał nowy utwór „Let’s Go to the Moon”, napisany i wyprodukowany przez Eddy’ego Granta, jednak okazał się on klęską wydawniczą. Członkowie zespołu i ich rodziny napotkali kłopoty finansowe i prawne. Uzależnienia od narkotyków, problemy na tle psychicznym niektórych muzyków, a także odejście głównego wokalisty, Dennisa Seatona, doprowadziły do rozwiązania grupy w połowie lat 80. Seaton wydał w 1989 roku solowy album Imagine That, który jednak nie osiągnął sukcesu, a następnie założył własny zespół, XMY.
W 1992 roku pojawiły się plany wznowienia działalności Musical Youth, jednak do reaktywacji nie doszło wskutek nagłej śmierci Patricka na początku 1993. Rok później ukazał się tylko singel z remiksami „Pass the Dutchie”, zapowiadający składankę przebojów Maximum Volume... The Best of Musical Youth. Powrót Musical Youth nastąpił dopiero w 2001 roku, jednak już tylko jako duet składający się z Dennisa Seatona i Michaela Granta. W 2003 roku zespół wziął udział w serii koncertów Here and Now poświęconych muzyce lat 80. W 2004 roku Musical Youth pojawili się gościnnie na singlu „Pretty Woman” Pato Bantona, a w 2009 wydali cover piosenki Boney M. „Mary’s Boy Child/Oh My Lord”. W roku 2013 ukazał się cover „The Harder They Come” z repertuaru Jimmy’ego Cliffa, zapowiadający ich nowy album. Początkowo zapowiadany na rok 2016, krążek When Reggae Was King ostatecznie ukazał się po kilku opóźnieniach w 2018 roku.

## Członkowie zespołu
- Dennis Seaton (ur. 2 marca 1967) — wokal, perkusja
- Michael Grant (ur. 7 stycznia 1969) — instrumenty klawiszowe, wokal
- Kelvin Grant (ur. 9 lipca 1971) — gitara, wokal
- Freddie "Junior" Waite (ur. 23 maja 1967) — bębny, wokal
- Patrick Waite (ur. 16 maja 1968, zm. 13 lutego 1993) — gitara basowa, wokal

## Dyskografia

### Albumy studyjne
- 1982: The Youth of Today
- 1983: Different Style!
- 2018: When Reggae Was King

### Kompilacje
- 1987: Pass the Dutchie
- 1994: Anthology
- 1995: Maximum Volume... The Best of Musical Youth
- 2004: 20th Century Masters – The Millennium Collection: The Best of Musical Youth